# Fritz Melbye
Pour les articles homonymes, voir Melbye.
Fritz Sigfried Georg Melbye, né le 24 août 1826 à Elseneur en Danemark, et mort le 14 décembre 1869 à Shanghai en Chine, est un peintre de marine, le frère d'Anton Melbye et Vilhelm Melbye qui sont également peintres de marine. Il a beaucoup voyagé, peignant des paysages marins, côtiers et portuaires ainsi que des paysages en Europe, aux Caraïbes, au Venezuela, en Amérique du Nord et en Asie. Il est ami de son compatriote Camille Pissarro.

## Biographie

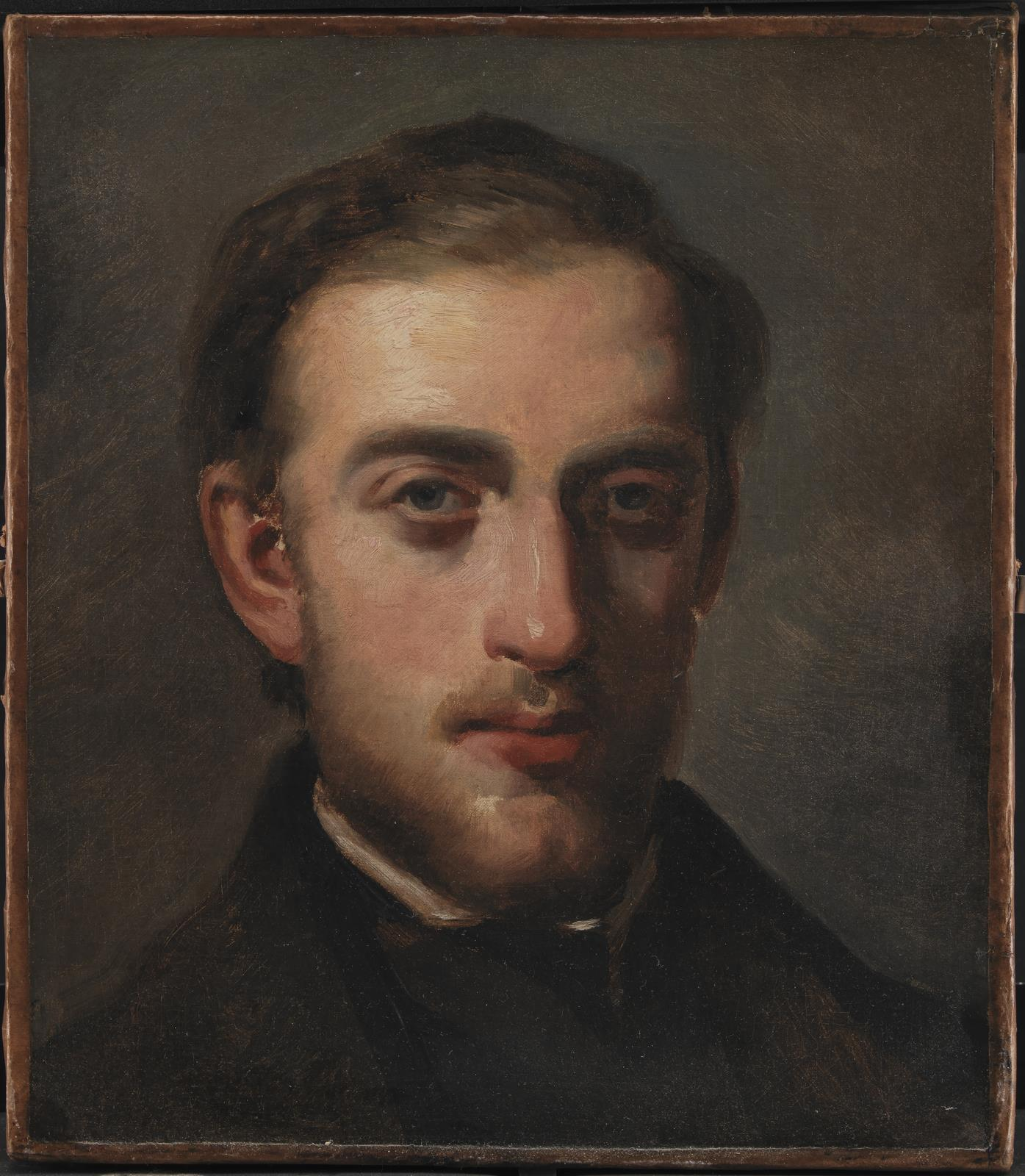
Fritz Melbye peint par Camille Pissarro vers 1857-1858.

Fritz Melbye naît le 24 août 1826 à Elseneur au Danemark. Il se forme comme peintre auprès de son frère aîné, Anton Melbye, ami de Corot. En 1849 il part pour les Indes occidentales danoises, s'installant à Saint Thomas. C'est là qu'il rencontre le jeune Camille Pissarro qu'il inspire pour faire de la peinture un métier à plein temps. Pissarro devient son élève ainsi que son ami proche.
En avril 1852, Melbye est à Sainte-Croix, préparant un voyage au Venezuela. Pissarro décide de le rejoindre et ils passent deux ans ensemble à Caracas et dans la ville portuaire de La Guaira avant que Pissarro ne retourne à Saint Thomas. Melbye y reste jusqu'en 1856, puis retourne brièvement en Europe, vivant quelque temps à Paris, avant de partir pour l'Amérique du Nord où il ouvre un atelier à New York.
Il continue à beaucoup voyager, principalement dans les Caraïbes, mais aussi vers le nord jusqu'à Terre-Neuve. Un ami newyorkais, proche compagnon lors de ses voyages fréquents dans les Caraïbes, est le célèbre peintre paysagiste américain Frederic Edwin Church qui a aussi un atelier à New York.
En 1866, Melbye part en voyage en Extrême-Orient à la recherche de nouvelles aventures, laissant son atelier aux soins de l'Église. En Asie, il utilise Pékin comme base pour des voyages dans la région qui le conduise également au Japon.
Il meurt le 14 décembre 1869 à Shanghai.

## Œuvres
Fritz Melbye peint d'abord des paysages marins dans la tradition familiale que son frère lui a enseigné, mais il se tourne de plus en plus vers les paysages et les vues de la côte et des villes. Il préfère un style réaliste, souvent avec des scènes romantiques. Il expose à Charlottenborg à Copenhague de 1849 à 1858. 
A Pékin, il a été chargé de peindre l'Ancien Palais d'Été et pendant ses années en Amérique, il a exposé à la Pennsylvania Academy of the Fine Arts.

## Galerie

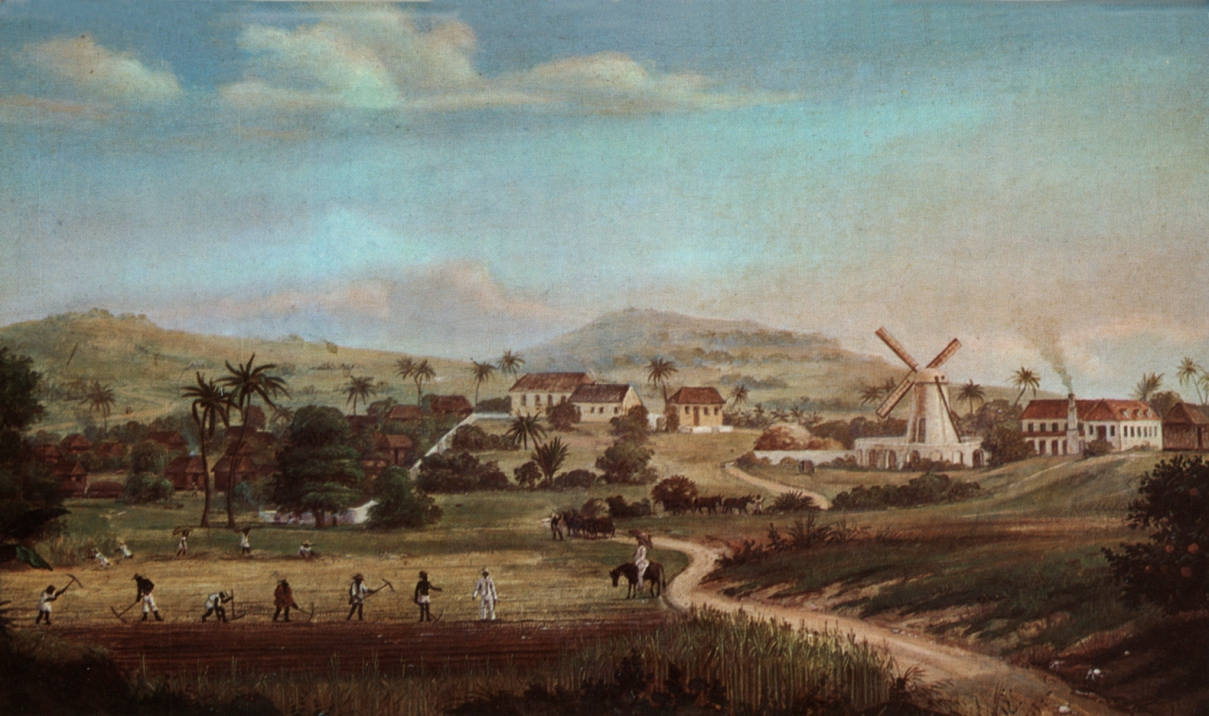
Pastoral scene from the Danish West Indies, c. 1850
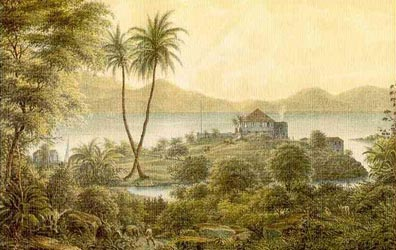
Cruz Bay, United States Virgin Islands on Saint John, U.S. Virgin Islands, c. 1850
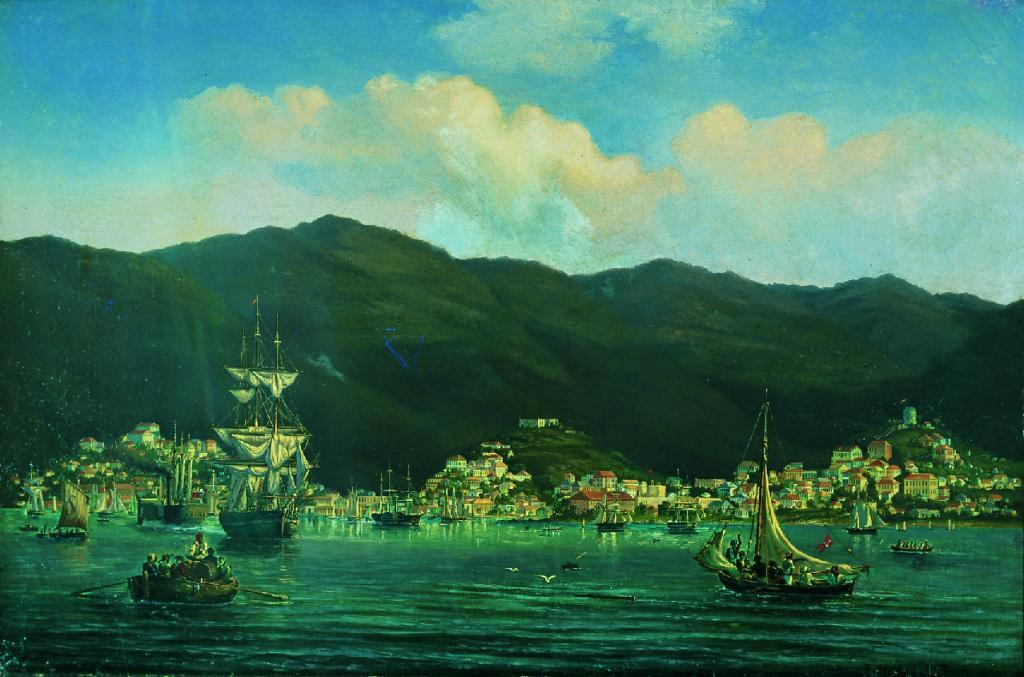
The harbour at St. Thomas, 1852
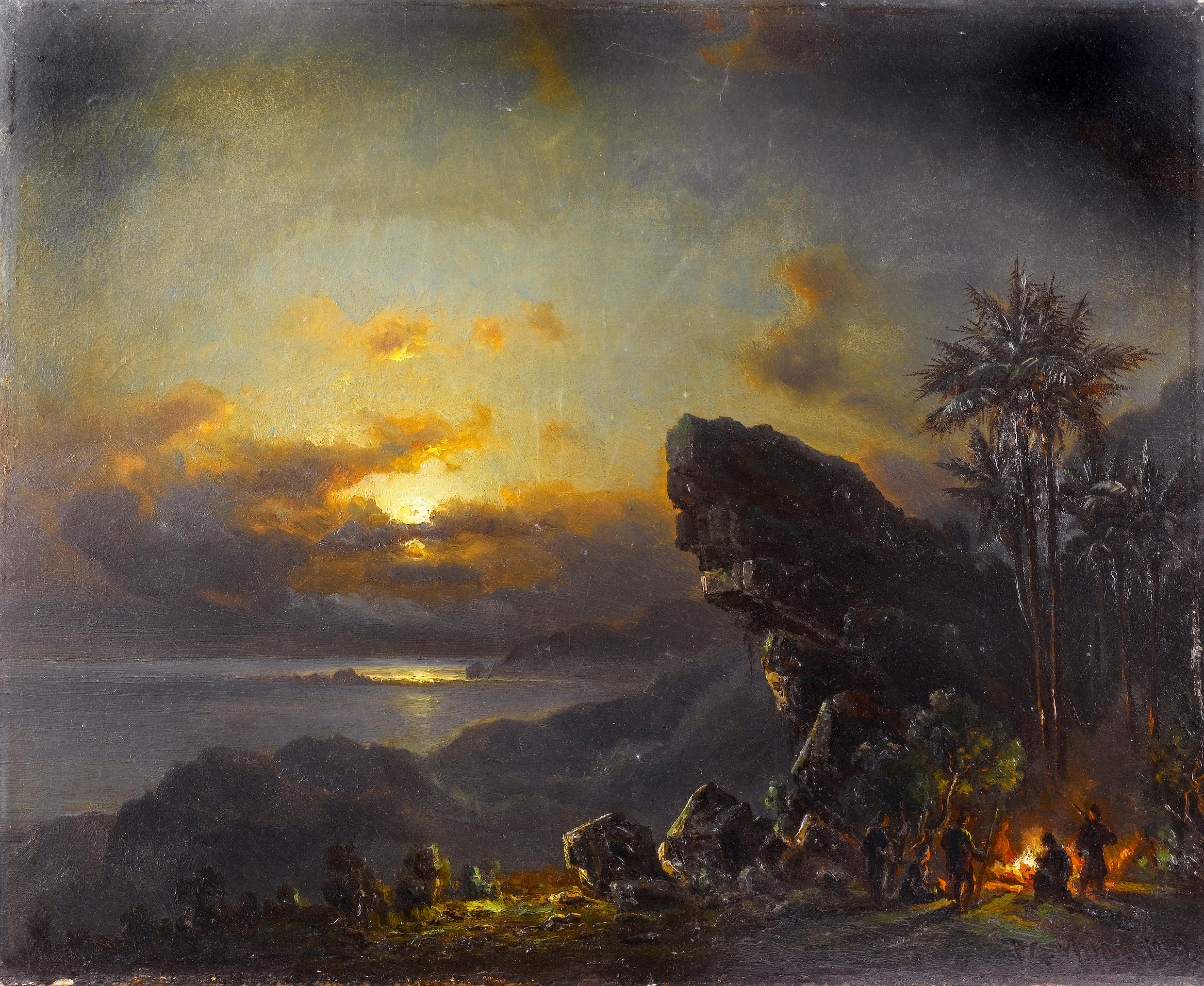
Figures round a fire by moonlight, 1867
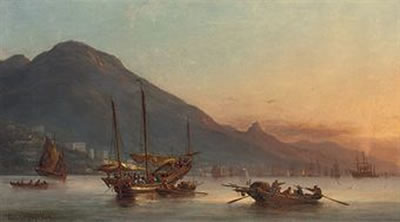
Junks, sampans and western shipping lying off Hong Kong at dusk, c. 1869
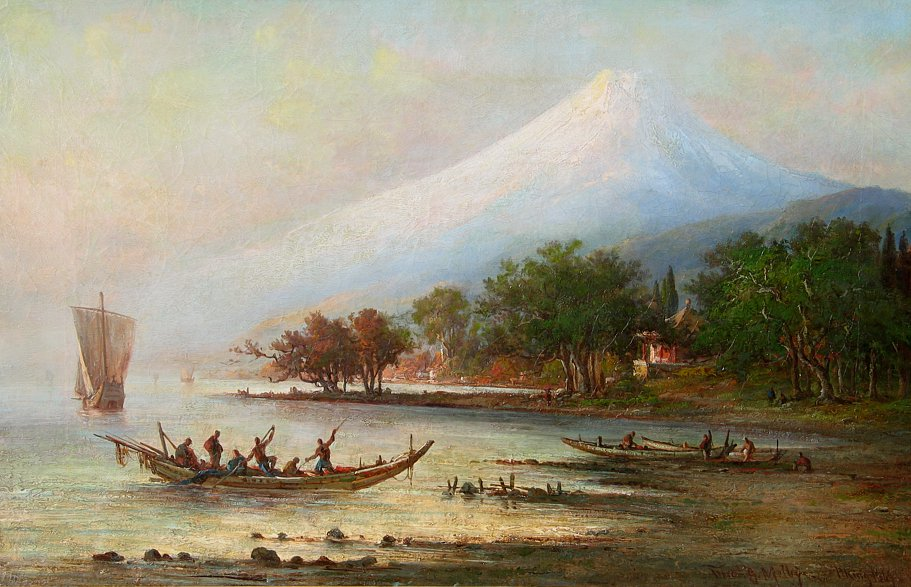
Marine Painting with Shipping off the Fujijama, Japan, in early Morning Light, 1869